# Håkantorps övre damm
Håkantorps övre damm är en sjö i Hässleholms kommun i Skåne och ingår i Rönne ås huvudavrinningsområde. Sjön har en area på 0,0991 kvadratkilometer och ligger 99,3 meter över havet. Sjön avvattnas av vattendraget Klingstorpabäcken.

## Delavrinningsområde
Håkantorps övre damm ingår i det delavrinningsområde (622181-135357) som SMHI kallar för Utloppet av Håkantorps Mölledamm. Medelhöjden är 124 meter över havet och ytan är 16,68 kvadratkilometer. Det finns inga avrinningsområden uppströms utan avrinningsområdet är högsta punkten. Klingstorpabäcken som avvattnar avrinningsområdet har biflödesordning 2, vilket innebär att vattnet flödar genom totalt 2 vattendrag innan det når havet efter 71 kilometer. Avrinningsområdet består mestadels av skog (82 procent). Avrinningsområdet har 0,48 kvadratkilometer vattenytor vilket ger det en sjöprocent på 2,9 procent.